# Watch Dogs: Legion
Watch Dogs: Legion (stilizat WATCH DOGS LΞGION) este un joc de acțiune-aventură, dezvoltat de Ubisoft Toronto și publicat de Ubisoft, care va fi lansat pe 29 octombrie 2020 pentru Microsoft Windows, PlayStation 4, Xbox One, Playstation 5, Xbox Series X și Google Stadia. Acesta va fi cel de-al treilea joc din seria Watch Dogs, precum și continuarea la Watch Dogs 2.

## Dezvoltare
Watch Dogs: Legion este dezvoltat de Ubisoft Toronto.

## Lansare
Watch Dogs: Legion a fost anunțat de Ubisoft prin intermediul Twitter pe 05 iunie 2019, înainte de anunțul său la E3 2019, unde a fost anunțată ca dată de lansare 6 martie 2020. Acesta va fi disponibil pentru Microsoft Windows, PlayStation 4, Xbox One și Google Stadia.
În acest joc nu există un protagonist inițial. Toate personajele Londrei sunt jucabile prin recrutare.